# Mady
Mady, de son vrai nom Delphine Maraninchi, est une scénariste de bande dessinée française.

## Œuvre

### Albums
- Lady Rex, scénario de Ludovic Danjou et Mady, dessins de Kmixe, Vents d'Ouest, 2013  (ISBN 978-2-7493-0686-5)
- Ulysse !, scénario de Philippe Fenech, Ludovic Danjou et Mady, dessins de Philippe Fenech, Vents d'Ouest, collection Humour

1. La Carte de Kyrozas, 2011  (ISBN 978-2-74930-617-9)
2. Il faut sauver la Pythie Salpetria, 2013  (ISBN 978-2-74930-694-0)

- Un héros presque parfait, scénario de Ludovic Danjou et Mady, dessins de Philippe Fenech, Vents d'Ouest

1. Leçon n°1 : Ne coupez pas la poire en deux !, 2011  (ISBN 978-2-7493-0584-4)
2. Leçon n°2 : La pieuvre par trois, faire vous devez !, 2012  (ISBN 978-2-7493-0640-7)